# Meander (waterloop)

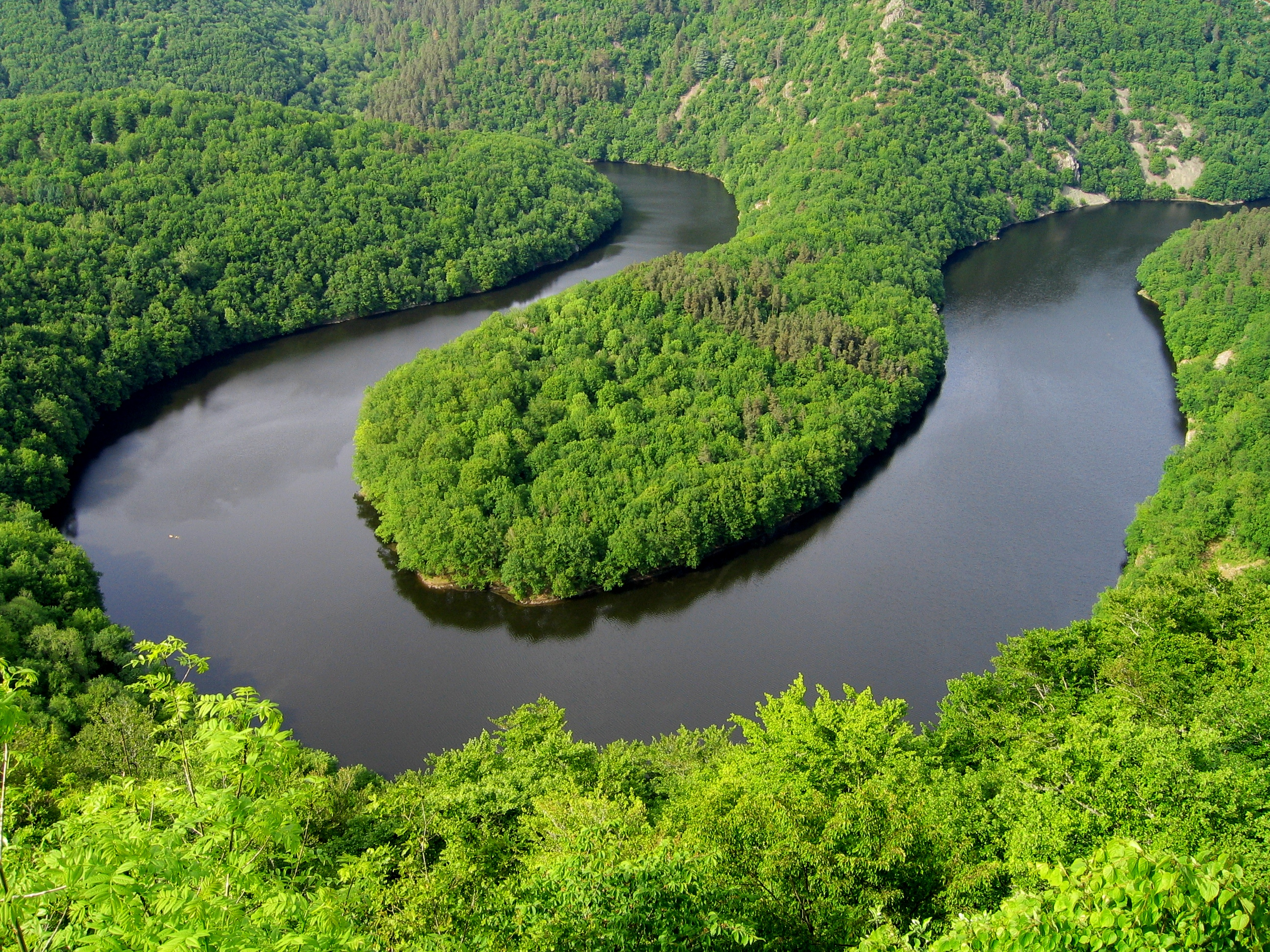
Een meander in de Franse rivier de Sioule

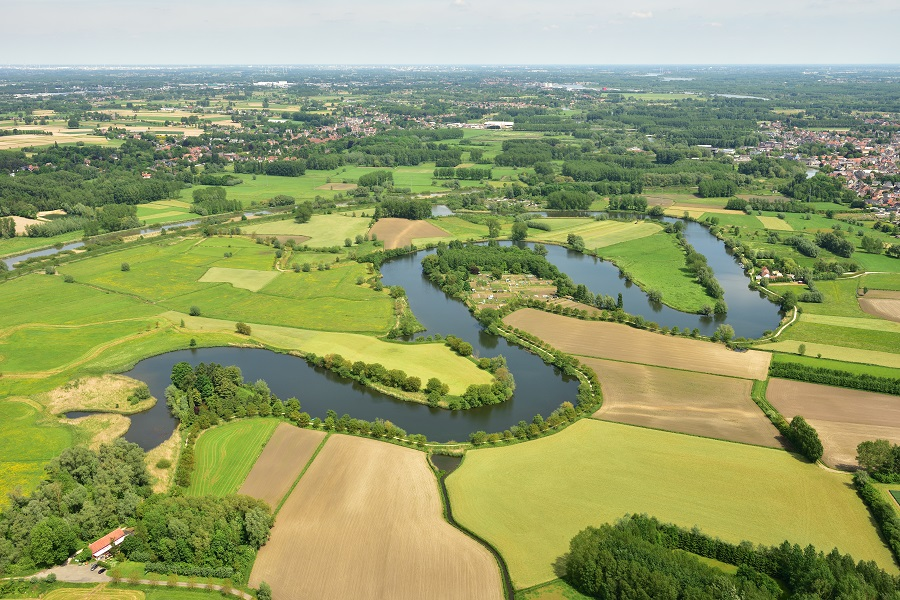
Afgesneden meanders van de Durme tussen Hamme en Waasmunster, in Oost-Vlaanderen

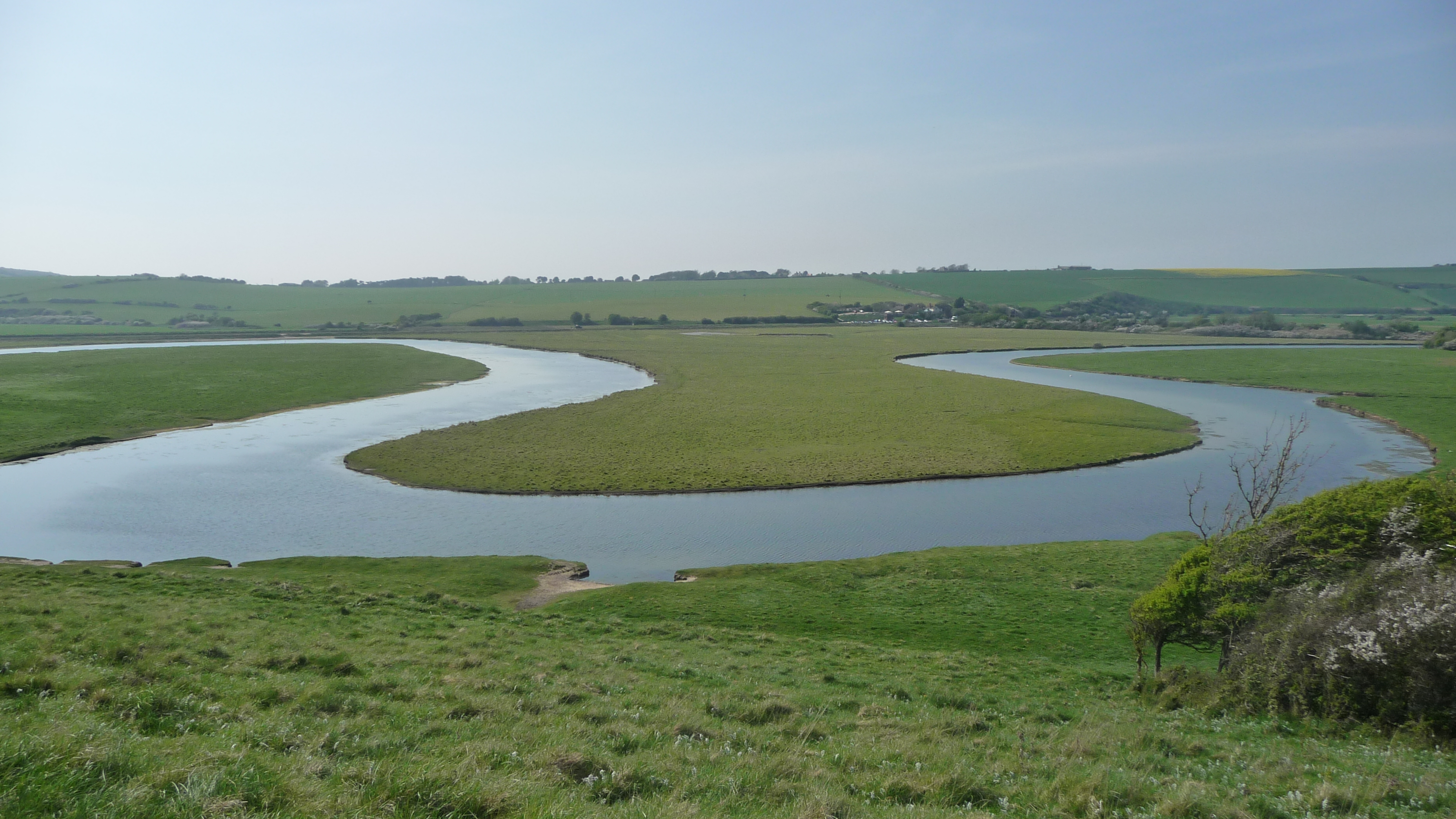
Een meander in de Engelse rivier Cuckmere.

Een meander is een lus in de loop van een natuurlijke waterloop (beek, rivier of zeestroming). Een opeenvolging van meanders vormt een meanderende rivier.
Dergelijke lussen ontstaan bij rivieren of beken doordat in de buitenbocht, waar het water het snelst stroomt, grond wordt weggespoeld, terwijl aan de andere zijde grond wordt afgezet. De oever waar de grond wordt geërodeerd wordt stootoever genoemd en de oever waar materiaal wordt afgezet de glij-oever.
Door dit mechanisme hebben de bochten de natuurlijke neiging steeds wijder te worden, waardoor ook de rivier steeds langer wordt. Dit gaat door totdat twee bochten in elkaar overlopen (meanderdoorbraak); als dit gebeurt wordt de meander zelf een 'dood' stuk van de rivier en herneemt de rivier zelf nagenoeg zijn oude loop. Het dode stuk heeft vaak de karakteristieke vorm van een hoefijzer en wordt daarom hoefijzermeer genoemd.
Bij zeestromingen is een meander een tijdelijke afbuiging van de zeestroming die vaak evolueert tot een wervel, een gebied in de stroom waar het water concentrisch ronddraait.

## Naamgeving
Het verschijnsel is genoemd naar de Meander (Oud-Grieks: Μαίανδρος [Maíandros]), een rivier in Turkije.